# Wegbeheerder
Een wegbeheerder is de beheerder van een weg. In de meeste gevallen is de wegbeheerder ook de eigenaar. Tot de taken van een wegbeheerder behoren onder andere de aanleg van nieuwe wegen, het uitvoeren van gepland onderhoud, alsook het repareren van wegdekschade.
Openbare wegen worden meestal beheerd door een overheid of overheidsinstelling, al hoeft dat niet altijd het geval te zijn. 
De beheerder van een spoorweg is een spoorwegbeheerder.

## Belgische wegbeheerders
- Gewesten → gewestweg
- Gemeenten → gemeenteweg
- particulieren → privaatweg

Tot 2012 beheerden de Belgische provincies ook provinciewegen, maar deze zijn overgedragen aan het Gewest, dan wel de Gemeente.

## Duitse wegbeheerders
- Bondsrepubliek  → Bundesstraße (B-weg) / Bundesautobahn (A-weg)
- Deelstaten  → Landesstraße (L-weg)
- Kreisen  → Kreisstraße (K-weg)
- Gemeenten  → Gemeindestraße
- Particulieren  → Privatstraße

## Franse wegbeheerders
- nationale overheid → Route nationale (N-weg)
- Departement → Route départementale (D-weg)

## Nederlandse wegbeheerders
In Nederland is het beheer van de wegen geregeld in de Wegenwet.
- Rijkswaterstaat → rijksweg
- Provincies → provinciale weg
- Gemeenten → lokale weg
- Waterschappen → waterschapsweg
- particulieren → eigen weg en openbare wegen in particulier bezit, waaronder tolwegen